# Protexarnis
Protexarnis is een geslacht van vlinders van de familie Uilen (Noctuidae), uit de onderfamilie Noctuinae.

## Soorten
- P. amydra Chen, 1993
- P. balanitis Grote, 1873
- P. confusa Alphéraky, 1882
- P. monogramma Hampson, 1903
- P. nyctina Hampson, 1903
- P. opisoleuca Staudinger, 1881
- P. squalidiformis Corti, 1933
- P. subuniformis Corti & Draudt, 1933